# Episodi di MacGyver (serie televisiva 2016) (quinta stagione)
La quinta e ultima stagione della serie televisiva MacGyver, composta da 15 episodi, è stata trasmessa in prima visione negli Stati Uniti d'America da CBS dal 4 dicembre 2020 al 30 aprile 2021.
In Italia la stagione è stata trasmessa in prima visione assoluta su Rai 4 dal 24 giugno al 29 luglio 2021.
| n° | Titolo originale                                                | Titolo italiano            | Prima Tv USA     | Prima Tv Italia |
| -- | --------------------------------------------------------------- | -------------------------- | ---------------- | --------------- |
| 1  | Resort + Desi + Riley + Wind Cleaner + Witness                  | Il resort                  | 4 dicembre 2020  | 24 giugno 2021  |
| 2  | Thief + Painting + Auction + Viro-486 + Justice                 | Chi offre di più           | 11 dicembre 2020 | 24 giugno 2021  |
| 3  | Eclipse + USMC-1856707 + Step Potential + Chain Lock + Ma       | Il generale Ma             | 18 dicembre 2020 | 1º luglio 2021  |
| 4  | Banh Bao + Drill + Burner + Mason                               | Un'altra vita              | 8 gennaio 2021   | 1º luglio 2021  |
| 5  | Jack + Kinematics + Safe Cracker + MgKNO3 + GTO                 | L'eredità di Dalton        | 15 gennaio 2021  | 1º luglio 2021  |
| 6  | Quarantine + N95 + Landline + Telescope + Social Distance       | Chiusi in casa             | 22 gennaio 2021  | 8 luglio 2021   |
| 7  | Golden Lancehead + Venom + Pole Vault + Blood + Baggage         | Nella tana dei serpenti    | 5 febbraio 2021  | 8 luglio 2021   |
| 8  | SOS + Hazmat + Ultrasound + Frequency + Malihini                | Mac & Jerry                | 12 febbraio 2021 | 8 luglio 2021   |
| 9  | Rails + Pitons + Pulley + Pipe + Salt                           | Montagne russe             | 19 febbraio 2021 | 15 luglio 2021  |
| 10 | Diamond + Quake + Carbon + Comms + Tower                        | Divide et impera           | 5 marzo 2021     | 15 luglio 2021  |
| 11 | C8H7ClO + Nano-Trackers + Resistance + Maldives + Mind Games    | Il grande occhio           | 26 marzo 2021    | 15 luglio 2021  |
| 12 | Royalty + Marriage + Vivaah Sanskar + Zinc + Henna              | Nozze pazze                | 2 aprile 2021    | 22 luglio 2021  |
| 13 | Barn Find + Engine Oil + La Punzonatura + Lab Rats + Tachometer | Viaggio in Italia          | 9 aprile 2021    | 22 luglio 2021  |
| 14 | H2O + Orthophosphates + Mission City + Corrosion + Origins      | Arrivederci a Mission City | 16 aprile 2021   | 29 luglio 2021  |
| 15 | Abduction + Memory + Time + Fireworks + Dispersal               | Per sempre                 | 30 aprile 2021   | 29 luglio 2021  |

## Il resort
- Titolo originale: Resort + Desi + Riley + Window Cleaner + Witness
- Diretto da: Avi Youabian
- Scritto da: Stephanie Hicks

### Trama
Dieci mesi dopo aver sventato l'attentato nucleare la Fenice cerca di localizzare Paula Matos, una donna che gestiva gli affari finanziari legittimi del trafficante d'armi internazionale Gustavo Salazar prima di essere costretta a passare alla criminalità organizzata per poter scongiurare l'uccisione di suo figlio Luis: essi scoprono che è probabile che sia detenuta in Svizzera allo Zurich Grand Resort, che in realtà è una copertura usata dai criminali internazionali per nascondersi in completo anonimato. Dopo che Mac e Russ rapiscono a Marrakesh Vincent Brule, figlio del proprietario dell'hotel, allo scopo di ottenere un accesso preferenziale alla struttura, Matty manda Desi e Riley a registrarsi fingendosi dei criminali informatici: violando il sistema interno con un apposito trasmettitore nascosto nell'arma di Desi, esse scoprono che la donna è improvvisamente scomparsa perché il loro obiettivo ha una nuova identità segreta, incluso un volto completamente nuovo. Pertanto Riley e Desi devono rubare la sua cartella clinica dall'ospedale interno per permettere a Bozer di collegare le due identità ma vengono aggredite da due uomini di Salazar in cerca della donna per ucciderla; nel frattempo anche Mac e Russ sono arrivati all'hotel assieme a Vincent per farsi dare i soldi derivanti dalle attività criminali da lui svolte ma trovano Salazar nella hall che si sta dirigendo anch'esso verso l'ospedale in cerca dei suoi uomini. Mac e Russ li seguono ma Vincent li tradisce con una parola in codice e vengono rinchiusi in una stanza di sicurezza rinforzata dove si è nascosta anche Paula mentre Desi e Riley trovano una donna che credono sia Paula nella sua camera per farla testimoniare contro Salazar al suo processo in cambio dell'immunità ma le prove contro di lui le avrebbe nascoste in un hard drive che si trova nel caveau del seminterrato. In realtà la misteriosa donna vuole solo rubare il dispositivo per venderlo al miglior offerente ma Desi e Riley vengono inseguite da Salazar e i suoi uomini e si riuniscono con Mac e Russ per poter uscire dal resort: tuttavia rimangono bloccati nell'ospedale interno e devono trovare il modo di difendersi dal personale di sicurezza scappando dal tetto per completare la missione. 
- Ascolti USA: telespettatori 4 900 000[1]
- Ascolti Italia: telespettatori 262 000 – share 1,40%[2]

## Chi offre di più
- Titolo originale: Thief + Painting + Auction + Viro-486 + Justice
- Diretto da: Duane Clark
- Scritto da: Peter M. Lenkov e Andrew Klein

### Trama
Dopo che l'agente dell'MI6 Rebecca Mayers, addestrata in passato da Russ, viene rapita ed uccisa nel tentativo di impedire che un'arma biologica letale a base di antrace, rubata da una fabbrica in Libia da un diplomatico tedesco, venga venduta ad una cellula terroristica per poter colpire una conferenza internazionale sul clima, Mac e il team devono elaborare un piano di recupero avvalendosi dell'aiuto della famigerata ladra acrobata Jess Miller. Incapace di portare a termine il colpo da sola a causa di una protesi alla gamba sinistra per un infortunio passato, alla ladra viene chiesto allora di addestrare Desi in due settimane in cambio dell'immunità per una violazione della sicurezza nazionale commessa in una struttura di copertura della CIA durante uno dei suoi furti. Nonostante l'improvviso anticipo temporale che interrompe il suo addestramento, Desi esegue il colpo nel caveau dell'ufficio situato nella casa del diplomatico ad Amburgo in modo impeccabile: tuttavia la fiala contenente il virus è stata spostata e pertanto Mac e Desi devono cambiare punto di estrazione per non essere catturati dalle guardie. La Fenice scopre che il diplomatico ha nel frattempo incaricato un noto falsario francese diretto ora a Parigi di inserire l'arma nella vernice di un falso quadro di Rembrandt che verrà venduto ad un'asta truccata a Mosca: pertanto il team deve sostituire entro poche ore il dipinto con un'altra copia, di fatto usando un'altra abilità di Jess mentre Mac e Russ si improvvisano poliziotti per distrarre le guardie di sicurezza della casa d'aste, e riesce a catturare il diplomatico. 
- Ascolti USA: telespettatori 4 790 000[3]
- Ascolti Italia: telespettatori 246 000 – share 1,70%[2]

## Il generale Ma
- Titolo originale: Eclipse + USMC-1856707 + Step Potential + Chain Lock + Ma
- Diretto da: David Straiton
- Scritto da: Jim Adler e Stephanie Hicks

### Trama
Dopo che Mac e Riley intercettano con successo la vendita dei piani per una potenziale valigia nucleare portatile in un parco della California, Russ viene pedinato mentre si dirige a casa di Mac e rapito: Russ è costretto a girare un video nel quale Riley intravede la guardia del corpo del leader della CODEX Roman, creduto morto nella diga. Russ afferma che l'organizzazione vuole entro due ore un mercenario di nome Eric Andrews, ovvero uno psicopatico precedentemente omicida ora pacifista e noto nel Sud-est asiatico come "Generale Ma" (demone), dalla prigione federale in cui si trova dal 1985 in cambio della sua libertà: con l'FBI che si rifiuta di collaborare, Mac e Desi fanno evadere Andrews narcotizzandolo e mentre sono in fuga sono costretti ad affrontare i loro problemi di relazione. Essi scoprono che Leland era il suo comandante ai tempi del Vietnam e che aveva tentato senza successo di reclutarlo prima di essere incarcerato sempre a causa sua durante una serie di crimini all'epoca commessi nell'ambasciata thailandese; nel frattempo l'uomo, da fuori campo, fa torturare Russ e lo costringe a farsi rivelare la posizione di uno scettro che la zia di Mac, Gwen, possedeva prima di morire e sparito durante la pandemia. Tuttavia il prigioniero si dà alla fuga ma viene convinto da Mac ad aiutarli a salvare Russ dagli agenti della CODEX prima di scomparire nel nulla per potersi vendicare di Leland invece di essere riconsegnato ai federali; una volta tornato a casa, Russ rivela di aver solo detto una parziale verità sulla posizione dello scettro, poi lo mostra al team e rivela che contiene i file elettronici di tutti i piani passati e presenti della CODEX. 
- Ascolti USA: telespettatori 4 720 000[4]
- Ascolti Italia: telespettatori 337 000 – share 1,70%[5]

## Un'altra vita
- Titolo originale: Banh Bao + Drill + Burner + Mason
- Diretto da: Peter Weller
- Scritto da: Justin Lisson e Sophia Lopez

### Trama
Mentre sono in missione con Russ a Belgrado, Mac e Desi progettano di incontrare i genitori di Desi a casa loro ma, una volta giunti a destinazione, essi scoprono che suo fratello Simon, un medico legale, è stato costretto ad elencare la causa di morte di una vittima di omicidio come suicidio dal momento che i richiedenti hanno minacciato di uccidere i suoi genitori se non collabora: sebbene la vera professione di Desi rimanga un mistero per la sua famiglia, lei assicura a suo fratello che lei e Mac possono aiutarlo per rintracciare gli assassini. All'interno della casa della vittima mentre sono alla ricerca di prove, essi vengono aggrediti da due uomini che poi si dirigono velocemente a casa dei genitori e pertanto si ritrovano a doverli difendere, rivelando allora la vera natura del loro lavoro: alla fine, Desi si riavvicina ai suoi genitori che accettano di buon grado la nuova situazione familiare. Nel frattempo, Russ e Matty partecipano a una cerimonia di premiazione in cui cercano di reclutare l'adolescente geniale Eli Brown ma poco dopo, notano che il ragazzo è seguito anche dall'FBI che vogliono prenderlo in custodia e scoprono grazie a Riley che era inserito a sua insaputa in un programma di protezione testimoni. Per scoprire quale agente potrebbe essere stato corrotto dallo spionaggio cinese per recuperare un telefono nascosto dai suoi genitori prima di essere uccisi dodici anni fa, essi consultano con riluttanza Elliot Mason, che si scopre avere un legame con l'adolescente dato che fu proprio lui a crescerlo quando rimase orfano prima di nasconderlo con un altro nome per salvargli la vita. Una volta portato sul luogo dell'uccisione dei suoi genitori, il ragazzo riesce a ricostruire l'accaduto con un esercizio di memoria ma viene improvvisamente rapito e portato nel vecchio appartamento dei suoi genitori da colui che si rivela essere il vecchio collega di Mason dell'epoca che alla fine verrà arrestato dopo una breve colluttazione con Russ e Mason.
- Ascolti USA: telespettatori 5 170 000[6]
- Ascolti Italia: telespettatori 328 000 – share 1,80%[5]

## L'eredità di Dalton
- Titolo originale: Jack + Kinematics + Safe Cracker + MgKNO3 + GTO
- Diretto da: Ericson Core
- Scritto da: Jim Adler

### Trama
Il corpo di Jack Dalton viene riportato negli Stati Uniti dopo essere stato ucciso mentre inseguiva il terrorista internazionale Tiberius Kovac a Zagabria dal momento che si è scoperto che Kovac abbia preferito farsi saltare in aria assieme a Jack piuttosto che essere catturato in una fabbrica con degli ostaggi. Mac e il team hanno poco tempo per piangerlo, poiché egli riceve per posta una cartolina in codice che Jack ha ordinato fosse inviata alla sua morte: essa proviene da un vecchio alias alla CIA di Jack "Ozzy Ulrich" e fa riferimento alla "Foresta di specchi", che Russ riconosce come un codice del controspionaggio per riferirsi all'inganno. La squadra si dirige alla sua casa sicura in Croazia per scoprire il suo piano di riserva, dove trovano una parete finta che cela una cassaforte a muro contenente una foto di un trafficante, finché non vengono interrotti nelle ricerche dalla squadra dell'INTERPOL guidata da Anya Vitez, un contatto che frequentava Jack nell'arco dell'ultimo anno. All'interno di un magazzino di forniture per ristoranti, il team riesce a catturare l'uomo che si rivela essere un socio che lavorava proprio con Jack con affari intermediati che permettessero loro di risalire alla posizione del terrorista: l'uomo afferma che quest'ultimo sia ancora vivo e che voglia ucciderlo se non gli fornisce una copertura pulita. Durante l'incontro dentro una fabbrica per l'imboscata, essi ingaggiano uno scontro a fuoco con gli uomini di Kovac e ben presto scoprono dagli indizi lasciati da Jack che Kovac non è mai stato una persona reale, bensì un alias creato da Anya e la sua squadra per coprire le proprie imprese criminali: Riley e Bozer vengono catturati ma riescono a farsi localizzare dal team in cima ad un palazzo in fase di costruzione dove l'intera squadra di Anya viene sgominata e la donna arrestata. Durante il viaggio di ritorno in aereo, mentre tutti dormono Mac si dirige in bagno, dove ha un crollo emotivo e inizia a piangere per l'impotenza davanti alla morte di Jack; il giorno successivo Mac dà le chiavi della GTO di Jack a Riley mentre a Mac vengono affidate come da testamento le cose più importanti, soprattutto le medagliette di suo padre.
- Ascolti USA: telespettatori 4 990 000[7]
- Ascolti Italia: telespettatori 300 000 – share 2,10%[5]

## Chiusi in casa
- Titolo originale: Quarantine + N95 + Landline + Telescope + Social Distance
- Diretto da: Andrew Ahn
- Scritto da: Stephanie Hicks e Andrew Karlsruher

### Trama
Mentre Mac, Bozer e Riley vengono messi in quarantena a casa di Mac a causa del COVID-19, essi cercano di fermare un presunto crimine in corso a casa di un vicino fingendosi una squadra per le consegne ma scoprono anche che la madre di Bozer è probabilmente malata in attesa del test; mentre sta correndo intorno al quartiere, Mac sente delle urla e raggiunge la casa dei vicini dove viene tramortito da un delinquente e legato assieme a loro per poi apprendere che il loro figlio James, che gestisce un'impresa di pulizie che attualmente disinfetta un centro commerciale chiuso, è stato rapito dalla banda del delinquente. Bozer e Riley lo raggiungono quando si accorgono della sua prolungata assenza e dopo essersi liberato, Mac riesce a neutralizzare la minaccia e a dedurre dalle numerose chiamate effettuate che il piano dei criminali è quello di infiltrarsi in una squadra di addetti delle pulizie della sua ditta allo scopo di rapinare una gioielleria nel centro commerciale. Matty li autorizza a raggiungere Desi al centro commerciale per contrastare la rapina e porre fine alla minaccia, salvando l'ostaggio con una sorta di stratagemma che assomiglia molto ad un "mantello dell'invisibilità", ma una volta in fuga vengono inseguiti da due rapinatori in moto poi arrestati poco lontano dalle squadre di emergenza. Nel frattempo, un'avventura casuale tra Russ e la sua ex collega Sofia assume una svolta più lunga e complicata quando vengono messi insieme in quarantena per 28 giorni: Sofia scopre che Russ sta facendo delle ricerche riservate su un vecchio tesoro inca in Perù legato al rapporto con suo nonno e in seguito Russ scopre che Sofia ha scattato delle foto della ricerca ed è fuggita.
- Ascolti USA: telespettatori 4 990 000[8]
- Ascolti Italia: telespettatori 300 000 – share 1,50%[9]

## Nella tana dei serpenti
- Titolo originale: Golden Lancehead + Venom + Pole Vault + Blood + Baggage
- Diretto da: David Straiton
- Scritto da: Joshua Brown e Andrew Karlsruher

### Trama
Mac sta lavorato segretamente con la sua amica del college Frankie e ad altri due colleghi per sviluppare un trattamento sperimentale contro il cancro utilizzando un raro veleno di serpente da loro trafugato in Brasile quando riceve una chiamata da Desi, che ha ancora problemi di fiducia in seguito alla missione CODEX e lo ha pedinato, e lui esce in strada per spiegarglielo. Quando i due tornano al laboratorio di ricerca, lo trovano saccheggiato da uomini armati con i due assistenti morti e Frankie che è sparita: con l'aiuto della Fenice, essi scoprono che nel computer di Frankie era stato inserito dal Dipartimento della Difesa uno spyware per sorvegliare il laboratorio dal momento che il veleno del serpente potrebbe essere usato per creare un nuovo potente agente nervino. All'interno del laboratorio, Mac trova in una botola nel pavimento gli studi segreti di Frankie sul gas nervino mentre la Fenice scopre che aveva rifiutato una cospicua offerta del Dipartimento per sviluppare il progetto: ne consegue una corsa contro il tempo nella quale Mac e il team devono salvare Frankie che è stata rapita da un intermediario che ha tradito il suo paese per poter ricevere un pagamento più alto dall'organizzazione criminale CODEX.
- Ascolti USA: telespettatori 5 160 000[10]
- Ascolti Italia: telespettatori 276 000 – share 1,50%[9]

## Mac & Jerry
- Titolo originale: SOS + Hazmat + Ultrasound + Frequency + Malihini
- Diretto da: Yangzom Brauen
- Scritto da: Cindy Appel

### Trama
La Fenice riceve improvvisamente la visita dell'ex membro delle Hawaii Five-0 Jerry Ortega, noto per le sue teorie del complotto e che venne aiutato in passato da Mac e Jack Dalton quando era ancora in servizio, dal momento che ha scoperto alcune iniziative di reclutamento sul dark web da parte della CODEX che ritiene possano essere utili: controllando i dati sul computer usando il suo alias, Ortega risale ad una richiesta di bombe e materiale radioattivo da parte dell'organizzazione e Russ si rende conto che Jerry è la persona migliore per impersonare un fabbricante di bombe. Durante l'incontro in un ristorante, Russ e Bozer si collegano a distanza alla loro frequenza radio per ascoltarne la conversazione e riescono a catturare i quattro membri della CODEX venuti all'appuntamento prima che riescano a torturare Jerry, mentre alla fine Ortega riesce a rubare una chiavetta USB ad uno dei membri dalla quale risulta che gli sforzi di reclutamento dell'organizzazione sono più diffusi di quanto si pensasse. Mac, Riley e Desi vengono nel frattempo allontanati da Matty per un caso di carattere personale: il suo amico ed ex mentore Ian Cain, un eroe dell'Agenzia durante la Guerra fredda, le ha inviato delle richieste di soccorso in codice da un ufficio clandestino della CIA a Lubiana dove finalmente trovano l'uomo in una stanza segreta ridotto però in gravi condizioni. Una volta in ospedale, egli racconta loro di strane patologie diffusesi contemporaneamente tra il suo staff prima di peggiorare rapidamente: durante la loro ispezione nell'edificio dentro ad una tuta di biocontenimento, Mac e Desi individuano nel seminterrato la fonte di forti onde soniche e vi trovano dei finti agenti Hazmat del Dipartimento della Difesa, rivelatisi poi membri di un gruppo terroristico nazionalista operante nei Balcani, intenti a trafugare una misteriosa cassa contenente un'arma sperimentale di epoca sovietica ad energia diretta e che devono essere fermati prima che facciano perdere le loro tracce.
- Special guest star: Jorge Garcia (Jerry Ortega)
- Nota. Appare Jerry Ortega è un personaggio ricorrente della serie Hawaii Five-0.
- Ascolti USA: telespettatori 4 730 000[11]
- Ascolti Italia: telespettatori 288 000 – share 2,00%[9]

## Montagne russe
- Titolo originale: Rails + Pitons + Pulley + Pipe + Salt
- Diretto da: Christine Moore
- Scritto da: Rob Pearlstein

### Trama
La Fenice scopre che due soldati americani che trasportano in auto un disco rigido criptato contenente informazioni logistiche del Dipartimento della Difesa attraverso l'Uzbekistan sono in pericolo e quando Mac, Riley e Desi arrivano a destinazione varcando la frontiera kazaka, essi scoprono che uno dei soldati è stato ucciso e che dei mercenari armati stanno picchiando il secondo militare ma sono ancora più sorpresi di vedere un americano di nome Finch a capo del gruppo che cerca di rubare il disco rigido. Mac deve allora scalare da solo un dirupo verticale, usando solo l'equipaggiamento che può mettere insieme, per impedire che le informazioni vengano comunicate attraverso un grosso ripetitore di segnali nell'area circostante usando una stanza di controllo sotterranea in una lunga ed impervia galleria di una miniera (portando Desi e gli altri a sentirsi come se stesse cercando di impedire che altri amici si facessero male dopo le tragedie con Jimmy, Gwen e Jack), mentre Desi e Riley devono invece dirigersi al terminale di trasmissione poco distante per rubare l'hard drive sottratto salvo scoprire che tutti quegli uomini in una base abbandonata appartengono alla CODEX. Russ e Bozer ricevono informazioni inviate da Mac che il leader dell'organizzazione Leland potrebbe essere dietro il furto del disco rigido ma, dopo aver scoperto che si trova in un magazzino della contea di Los Angeles, recuperano il suo corpo morto e bruciato: Russ e Matty deducono allora che il motivo per cui recentemente vedono così tanti atti casuali da parte della nuova CODEX 2.0 è perché molti membri e fazioni stanno combattendo tra di loro per riempire il vuoto di leadership dopo che Leland è stato da loro ucciso.
- Ascolti USA: telespettatori 4 960 000[12]
- Ascolti Italia: telespettatori 296 000 – share 1,50%[13]

## Divide et impera
- Titolo originale: Diamond + Quake + Carbon + Comms + Tower
- Diretto da: Michael Martinez
- Scritto da: Andrew Karlsruher e Andrew Klein

### Trama
I piani di Mac di fare la proposta di matrimonio a Desi vengono interrotti quando Matty e Russ scoprono che una comunicazione in codice ha avuto origine da Città del Messico: al loro arrivo, Mac scopre che Murdoc è riuscito a violare le loro comunicazioni interne e le ha registrate per mesi, apprendendo in seguito che Eric Andrews ha fatto evadere Murdoc tre mesi prima dalla prigione segreta di massima sicurezza. Allo scopo di mettere Mac alle strette in cambio della vita di migliaia di persone innocenti, Murdoc rivela alcuni grandi segreti che ha intercettato all'interno della Fenice durante il tempo trascorso (come i sentimenti di Riley per Mac e alcune tragiche notizie su Leanna che Russ ha nascosto a Bozer) e che, assieme ad Andrews, sta progettando di creare un terremoto distruttivo grazie ad un dissipatore installato su un grattacielo che si trova lungo una linea di faglia. In una corsa contro il tempo per fermare il loro folle piano, Mac riesce a distruggere con una fiamma ossidrica improvvisata il congegno che è stato manomesso mentre Desi e Riley danno la caccia ai due fuggiaschi: nel frattempo, Russ decifra il codice e scopre il loro piano definitivo quando inizia un incontro web con tutti i leader della cellula CODEX 2.0 collegato al loro drone. Infatti Andrews intende assassinare Mac davanti alla telecamera come mezzo per garantire la sua elezione per sostituire Leland come leader dell'organizzazione mentre le due ragazze vengono tenute in ostaggio: inizia una breve colluttazione fra Mac e Murdoc ma, grazie ad uno stratagemma sonoro architettato da Bozer, i tre riescono a liberarsi e a catturare i due criminali. Al termine della missione in cui alla Fenice affermano di aver anche catturato tutti i vari leader latitanti, Russ chiede scusa a Bozer per la scomparsa di Leanna mentre Riley confessa a Mac ciò che aveva tenuto per sé non volendo più intromettersi nella loro vita di coppia ma lui non si mostra indifferente alle sue parole.
- Ascolti USA: telespettatori 4 500 000[14]
- Ascolti Italia: telespettatori 331 000 – share 1,80%[13]

## Il grande occhio
- Titolo originale: C8H7ClO + Nano-Trackers + Resistance + Maldives + Mind Games
- Diretto da: David Straiton
- Scritto da: Joshua Brown e Teresa Huang

### Trama
Quando uno dei leader di un gruppo di combattenti per la libertà e la democrazia che ha contattato Matty scompare nella Repubblica Srpska, Mac e Riley si dirigono lì per ritrovarlo mentre Desi è in missione separata sulle Ande per recuperare un "pacco": hackerando i GPS delle volanti della polizia incaricata di effettuare le retate per capire dove tengono rinchiusi Lazar Dimitrovic con gli altri leader, essi vengono a conoscenza di un luogo segreto sotterraneo in cui rimangono intrappolati nel quale vengono utilizzati dispositivi biometrici basati sulla nanotecnologia avanzata per monitorare i manifestanti in tempo reale. Dopo aver appreso che l'uomo è stato ucciso e aver trovato una via d'uscita buttando giù una parete rinforzata per poter raggiungere e informare la figlia, Mac e Riley contattano la Fenice dove Russ lavora per disabilitare il software di tracciamento sviluppato da un ex medico dell'MI6 incarcerato che conosce dal suo passato mentre Desi, dopo aver recuperato l'oggetto in questione, si ritrova a dover fuggire da un convento travestita da suora e inseguita da uomini armati per tutto il Sudamerica. Mac e Riley si uniscono ai manifestanti nella protesta contro il governo locale quando la polizia li assale con dei gas lacrimogeni appositamente modificati ed essi inalano inavvertitamente la nuova tecnologia microscopica legata a celle telefoniche per rintracciare i segnali di spostamento: durante la fuga nei boschi, essi si rendono tuttavia conto di essere attivamente ricercati da droni dotati di lettori di codici IMEI e di conseguenza provano a inibire la nanotecnologia provocando di proposito un'escursione termica ma, una volta riattivata, vengono ancora inseguiti fino ad una chiesa dove trovano il complesso software sul campanile a cui devono inviare un comando di annullamento; sebbene lui e Riley abbiano avuto successo, Mac durante il volo di ritorno trova dei numeri di serie nei nano-dispositivi di localizzazione impiantati nei loro corpi. Lavorando con la sua nuova assistente, Parker, e il "direttore ad interim" Bozer (così chiamato perché Matty è impegnata a Washington a discutere di nuovi contratti governativi con la Fenice), Russ si destreggia nel frattempo nell'assistere le due missioni contemporaneamente sotto lo sguardo del Ministro della Difesa britannico, qui in virtù di un accordo di collaborazione per la ricerca militare tra il Dipartimento della Difesa americano e il corrispondente Ministero britannico: inizialmente ella rifiuta di lavorare con la Fenice perché viene sempre esclusa da Russ ma cambia idea dopo aver assistito alla prestazione dell'intera squadra. 
- Ascolti USA: telespettatori 4 310 000[15]
- Ascolti Italia: telespettatori 279 000 – share 1,90%[13]

## Nozze pazze
- Titolo originale: Royalty + Marriage + Vivaah Sanskar + Zinc + Henna
- Diretto da: Anne Renton
- Scritto da: Monica Macer e Andrew Klein

### Trama
Mentre Matty e Parker lavorano per scoprire dai campioni di sangue la fonte dei nano-trasmettitori che sono ancora all'interno di Riley e Mac, quest'ultimo assieme a Desi e Russ vanno sotto copertura durante un matrimonio reale in India per proteggere una principessa le cui politiche aperturiste nel commercio di zinco potrebbero metterla in pericolo. Il giorno prima delle nozze, Russ e Sophia si incontrano faccia a faccia dove lei ammette di avere interesse a perseguire il tesoro inca che Russ ha ricercato per decenni mentre Desi rivela a Mac che in passato ha già avuto un fidanzato di nome Evan all'interno della sua unità che morì in mission e che teme che lui sia solo un rimpiazzo affettivo; improvvisamente la principessa viene rapita ma una volta salvata, vengono arrestati dal capo della guardia reale e poi liberati per scoprire durante il giorno del matrimonio che il capo della congiura e l'assassino del rapitore è proprio la tutrice della principessa, la quale ha nel frattempo piazzato una bomba in mezzo al corteo cerimoniale dello sposo che Mac prontamente fa detonare in sicurezza. Bozer si insospettisce nei confronti di Riley quando si accorge che si è ricollegata alla sua vecchia rete di hacking col nome di Artemis37 per fare da mentore a cinque ragazze come lei dando loro uno spazio dove interagire.
- Ascolti USA: telespettatori 4 340 000[16]
- Ascolti Italia: telespettatori 338 000 – share 1,80%[17]

## Viaggio in Italia
- Titolo originale: "Barn Find + Engine Oil + La Punzonatura + Lab Rats + Tachometer"
- Diretto da: Katie Eastridge
- Scritto da: Alessia Costantini e Andrew Karlsruher

### Trama
Mentre la convivenza in casa fra Mac e Desi procede fra alti e bassi, Russ li incarica di rintracciare un'auto d'epoca in un fienile collegata all'ex capomafia latitante Franco Scuro per dimostrare che l'uomo non è morto e nel frattempo Matty ha costituito con Bozer e Riley un gruppo di studio sulle nanotecnologie. Una volta giunti in Umbria, Mac e Desi riescono a rubare l'auto a due scagnozzi del boss dopo averli seminati ma la loro missione va per il verso sbagliato quando vengono accusati dell'omicidio della rivenditrice dalla polizia locale e dal loro capitano, che ha dei precedenti legati alla mafia. Mac deve affidarsi a Desi quando scopre che ha perso la capacità di controllare le sue mani paralizzate dagli effetti collaterali del nano-tracker dentro di lui e pertanto Russ e Riley li raggiungono per organizzare, con l'aiuto di un gruppo di meccanici locali, una fiera automobilistica nella Repubblica di San Marino per poter stanare il boss: Mac e la squadra riescono ad identificare e catturare il boss dopo un inseguimento che poi consegna loro un accendisigari con le iniziali da dare alla figlia, alla quale il padre non ha dato particolari attenzioni, esattamente come fece il padre di Riley. Alla fine della missione, Riley rivela la verità sulla sua squadra segreta di hacker a Russ mentre Matty è impegnata ad interagire con il rivenditore dei nano-tracker, grazie a Riley che ha hackerato la sua webcam, quando viene colpito e ucciso proprio prima che l'assassino interrompa direttamente la trasmissione.
- Ascolti USA: telespettatori 4 730 000[18]
- Ascolti Italia: telespettatori 272 000 - share 1,60%[17]

## Arrivederci a Mission City
- Titolo originale: H2O + Orthophosphates + Mission City + Corrosion + Origins
- Diretto da: Christine Swanson
- Scritto da: Teresa Huang e Joshua Brown

### Trama
Mac, Desi e Bozer visitano la casa dei genitori di Bozer dopo aver appreso che sua zia Pamela è morta in un tragico incidente quando il suo veicolo è finito fuori strada in un fiume: Mac scopre dal rapporto della polizia però che Pamela aveva ingerito una quantità insolita di cloro, indicando che prima era annegata da qualche altra parte spostando successivamente il corpo per creare una messinscena. Mac e Desi recuperano il telefono di Pamela dentro la rete fognaria da cui approfondiscono la possibilità che Pamela stesse per smascherare l'insabbiamento di una contaminazione che coinvolgeva l'approvvigionamento idrico comunale. Nel frattempo, Bozer cerca di proteggere sua madre, Lauretta, al rifugio del nonno di Mac dopo che un inseguimento al quale riescono a scampare lo convince che è lei il prossimo obiettivo dato che la donna scopre che Pamela le ha inviato segretamente in municipio le sue prove schiaccianti sui colpevoli. Alla Fenice, Matty e Riley indagano sull'azienda che ha prodotto i nano-tracker e quest'ultima fa visita al fondatore e amministratore delegato, il dottor Basco Fox, con il pretesto di cercare lavoro; successivamente Riley usa il suo gruppo di hacker per entrare nei server dell'azienda NAVALA e rubare delle prove concrete dall'edificio, senza il permesso di Matty o Russ, ed i filmati di sicurezza recuperati mostrano un dipendente che si è licenziato sei mesi prima di nome Orson Marcato mentre esce e che ruba materiali sensibili al fine di riprogrammare da solo quelle nanotecnologie.
- Ascolti USA: telespettatori 4 330 000[19]
- Ascolti Italia: telespettatori 365 000 – share 2,00%[20]

## Per sempre
- Titolo originale: Abduction + Memory + Time + Fireworks + Dispersal
- Diretto da: David Straiton
- Scritto da: Monica Macer, Alessia Costantini, Andrew Klein e Stephanie Hicks

### Trama
Dopo essere scomparsi per un giorno durante una missione preliminare in una bisca, Mac e Riley si svegliano 24 ore dopo in un campo isolato fuori Los Angeles senza alcun ricordo di come siano arrivati lì: vari esercizi di memoria associativa e sensoriale (e successive prove video) li portano a rendersi conto che sono stati oggetto di esperimenti come cavie dentro un magazzino abbandonato per vedere se i nano-tracker all'interno dei loro corpi potevano essere manipolati per controllare le loro azioni fisiche. Interrogando la scienziata assistente di Marcato identificata grazie ad una telecamera sulla strada nelle vicinanze, la Fenice scopre che dietro gli esperimenti c'è il governo degli Stati Uniti e Matty lo conferma durante un incontro con il Comitato di vigilanza a Washington, mentre la squadra si precipita per impedire che i nano-tracker vengano diffusi contro centinaia di soldati statunitensi e le loro famiglie durante la festa delle Forze Armate nella capitale. Essi identificano e catturano Marcato all'interno del parco pubblico intento a manomettere una parte delle piattaforme di lancio dei fuochi d'artificio e dopo aver contrastato con successo questa minaccia modificandone la traiettoria di lancio, Bozer suggerisce un modo per rimuovere i dispositivi in una camera iperbarica, che si rivela molto pericolosa ma efficace ad una pressione di livello 3-3,5 atmosfere. Tuttavia Mac annuncia le sue dimissioni con effetto immediato, non volendo più lavorare per un governo che può finanziare e condurre esperimenti senza permesso, e i suoi amici ne seguono l'esempio finché Russ e Matty non annunciano i loro piani per rendere la Fenice un'entità completamente privata, che rifiuterà qualsiasi contratto governativo e lavorerà solo su casi di loro scelta vista l'ampia disponibilità finanziaria.
- Ascolti USA: telespettatori 4 480 000[21]
- Ascolti Italia: telespettatori 305 000 – share 1,90%[20]